# Meena Cryle

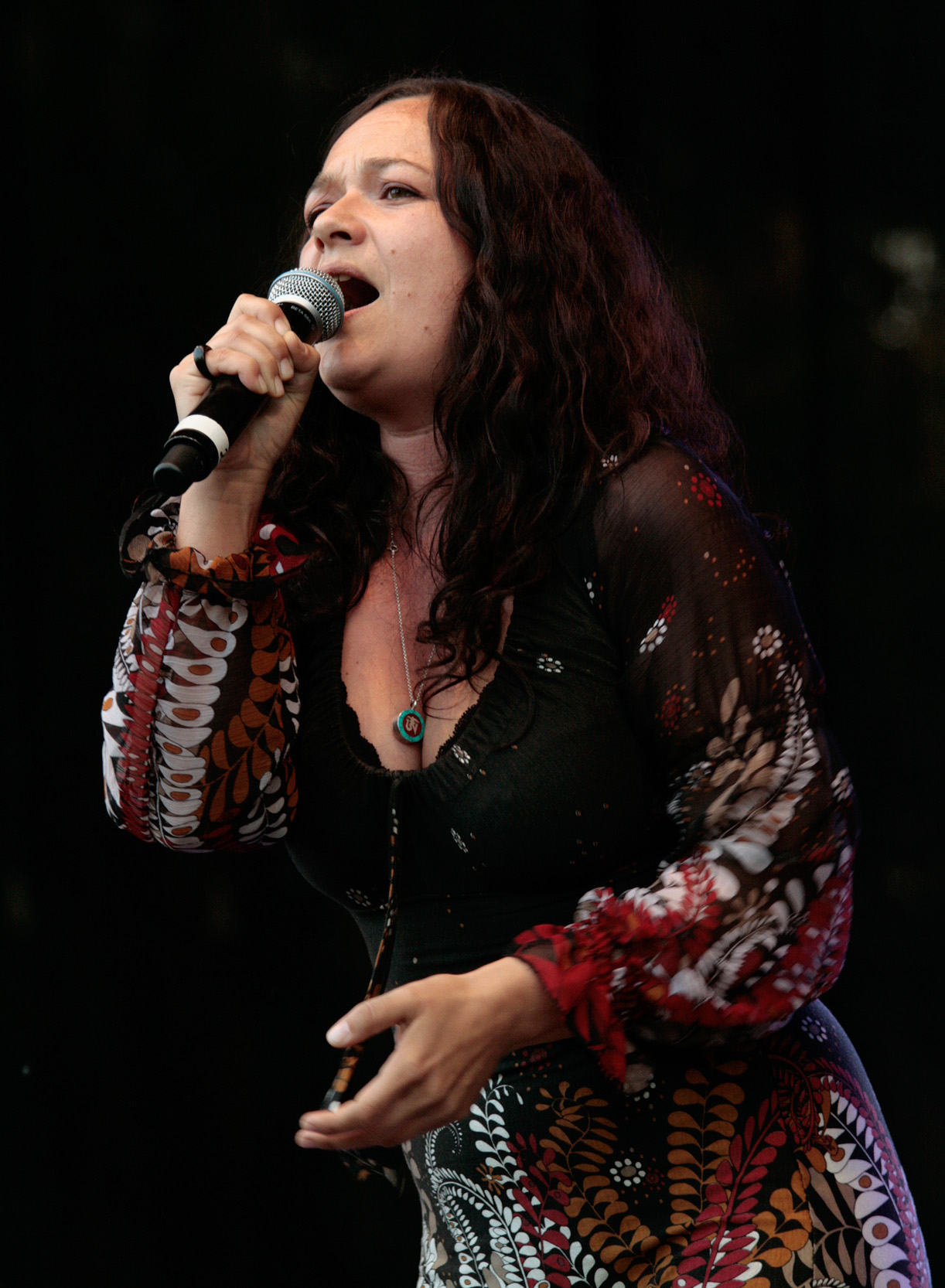
Meena Cryle mit Claudia K.'s Woodstock Project auf der Kaiserwiese im Wiener Prater (2009)

Meena Cryle (* 1977 in Überackern als Martina Kreil) ist eine österreichische Blues-Sängerin und Musikerin. Sie war im Jahr 2013 für den Amadeus Austrian Music Award in der Kategorie Jazz/World/Blues nominiert.

## Leben
Meena Cryle kam 1977 als drittes Kind eines Elektrikermeisters in einem Dorf in Oberösterreich zur Welt. In ihrer musikalischen Familie wuchs sie mit der örtlichen Volksmusik auf und begann früh zu singen. Mit 15 Jahren gründete sie eine psychedelische Blues-Rock-Band. Nach dem Studium arbeitete sie in einem Frauenhaus in Mosambik, reiste durch Europa und den Norden der USA. In Wien unterschrieb sie schließlich einen ersten Managementvertrag. Sie formierte eine Band und gab mit verschiedenen Künstlern Konzerte. Sie kam bei dem Label Ruf Records unter Vertrag und nahm mit ihrem Gitarristen Chris Fillmore in Stantonville, Tennessee, ihr erstes offizielles Album Try Me (2010) auf.
Bei der European Blues Challenge in Berlin erreichte sie 2011 den zweiten Platz von 16 teilnehmenden Bands. 2012 und 2013 brachte sie die in Berlin eingespielten Alben Feel Me und Tell Me heraus. Im Herbst 2015 wurde an verschiedenen Spielorten das Live-Album In Concert: Live on Tour mitgeschnitten, das 2017 veröffentlicht wurde.

## Diskografie

### Alben
- 2010: Try Me, Ruf Records
- 2012: Feel Me, Ruf Records
- 2013: Tell Me, Ruf Records (Meena Cryle & The Chris Fillmore Band)
- 2017: In Concert: Live On Tour, Continental Blue Heaven (Meena Cryle & The Chris Fillmore Band)
- 2019: Elevations (Meena Cryle & The Chris Fillmore Band)